# Kesako Matsui
Pour les articles homonymes, voir Matsui.
Kesako Matsui (松井 今朝子, Matsui Kesako), née à Kyōto en 1953, est une romancière japonaise.

## Biographie
Elle a suivi les cours de l'Université Waseda, à Tōkyō, en se spécialisant dans les études théâtrales et est devenue une spécialiste du kabuki, la forme dramatique du théâtre japonais traditionnel.
Elle a commencé en 1997 une carrière de romancière et l’un de ses premiers textes, paru en 1998, lui a valu le prix du Roman Historique. Certaines de ses œuvres ont été adaptées à l'écran.
Son roman le plus connu et le plus traduit est Les Mystères de Yoshiwara (吉原手引草, Yoshiwara tebiki gusa), publié en 2007 au Japon. L'action se déroule dans Yoshiwara, le quartier des courtisanes de Tokyo : des monologues successifs de témoins révèlent peu à peu le mystère qui entoure la vie et la disparition de la belle et étrange courtisane Katsuragi. Le roman constitue aussi une reconstitution historique méticuleuse de l'institution des quartiers de plaisir dans l'ancien Japon. Les Mystères de Yoshiwara a reçu le Prix Naoki récompensant les œuvres de littérature populaire. Le roman, traduit du japonais par Didier Chiche et Shimizu Yukiko, a été publié en français aux éditions Philippe Picquier en 2011.